# Megalastrum mexicanum
Megalastrum mexicanum är en träjonväxtart som beskrevs av Robbin C. Moran och J.Prado. Megalastrum mexicanum ingår i släktet Megalastrum och familjen Dryopteridaceae. Inga underarter finns listade.